# فريتز هالر
فريتز هالر (بالألمانية: Fritz Haller)‏ هو رباع نمساوي، ولد في 1908، وتوفي في 8 نوفمبر 1961.

## وصلات خارجية
- فريتز هالر على موقع أوليمبيديا (الإنجليزية)